# Ставрос Налис
Ставрос Налис (на гръцки: Σταύρος Νάλλης или Νάλης) е гръцки лекар и революционер, виден деец на Гръцката въоръжена пропаганда в Македония, гъркоманин.

## Биография
Роден е в XIX век в мариовското село Градешница, тогава в Османската империя, във влашко семейство. Брат му Траянос Налис е един от шестимата гръцки депутати от Македония в Османския парламент след Хуриета. Ставрос Налис учи медицина и работи като хирург в Битоля. Сред основателите е на Битолския гръцки революционен комитет, където набира много андарти. Комитетът е създаден през януари 1904 година с помощта на Спиридон Г. Думас и доктор Константинос Михаил (Монахос) и става една от емблематичните гръцки организации в Пелагония с голямо участие в гръцката борба в Македония, както във въоръжената, така и в икономическата. Ставрос Налис се свързва с Константинос Мазаракис през октомври 1904 година, за да координират дейностите си в гръцката пропаганда в Битоля.